# Theódoros Kontídis
Theódoros Kontídis (en grec moderne : Θεόδωρος Κοντίδης), né le 11 mars 1956 à Thessalonique (Royaume de Grèce), est un prêtre jésuite grec. Il est archevêque d'Athènes et administrateur apostolique de Rhodes depuis le 14 juillet 2021.

## Biographie

### Prêtrise
Né le 11 mars 1956 à Thessalonique, en Grèce, Theódoros Kontídis étudie depuis 1974 la philosophie puis la théologie à l'Université pontificale grégorienne de Rome et est élève du Collège Saint Athanase des Grecs. Le 3 octobre 1983 il entre dans la Compagnie de Jésus et, sa formation spirituelle initiale achevée, il continue ses études de théologie à Louvain, en Belgique. Le 9 octobre 1988, il est ordonné prêtre par l'archevêque d'Athènes Nikólaos Fóskolos (en), dans l'église du Sacré-Cœur d'Athènes. Après d'autres études, il obtient une licence en théologie du Centre Sèvres à Paris. 
Le père Kontídis est vicaire, puis curé de la paroisse du Sacré-Cœur de Jésus à Athènes. Le 12 mars 1995, il fait sa profession religieuse solennelle définitive dans la Compagnie de Jésus. Il devient ensuite responsable de la pastorale des vocations et supérieur de la communauté jésuite d'Athènes et directeur de la maison de retraite 'Manrèse' (à Clamart?). Depuis 2021, il est curé de la paroisse de Saint André à Patras. Il est également directeur du centre spirituel 'Inoï' et y donne les 'Exercices spirituels'.

### Épiscopat
Le 14 juillet 2021, le pape François le nomme archevêque catholique d'Athènes et administrateur apostolique de Rhodes. Il reçoit l'ordination épiscopale dans la cathédrale d'Athènes le 18 septembre suivant, des mains de l'archevêque Sevastianos Rossolatos; Les co-consécrateurs sont les archevêques Nikólaos Foskolos et Yannis Spiteris (en). Au cours de la même célébration, il prend possession de l'archidiocèse d'Athènes.